# Alfredo Chacón
Alfredo Chacón (San Fernando de Apure, Venezuela, 11 de junio de 1937) es un escritor, crítico literario y poeta venezolano.

## Biografía
Alfredo Antonio Chacón Espinoza nació el 11 de junio de 1937, siendo el hijo mayor de Benito Chacón Esté y Emma Dolores Espinoza de Chacón. A los siete años se muda a Maracay, luego a Valencia y finalmente a Caracas. 
Estudió en la Escuela de Filosofía de la Universidad Central de Venezuela entre 1953 y 1955. Posteriormente, estudió Sociología y Antropología en la Universidad Central de Venezuela entre 1954 y 1958. Durante su adolescencia, Chacón se interesó por la pintura. En 1953, publica su primer relato en el diario El Carabobeño. En 1953, llega a Caracas y se gradúa de bachiller en el Liceo Fermín Toro. Dos años más tarde, publica sus primeros poemas en la revista Cruz del Sur. Chacón establece por esta época contacto con otros escritores como Ida Gramcko, Oswaldo Trejo y Antonia Palacios o con la escultora Elsa Gramcko. Chacón realizó estudios de Postgrado en la Universidad de París entre 1958 y 1960. En 1961, publicó su primer poemario, Saloma. Su segundo poemario, Materia Bruta, aparece en 1969.
En 1979 se publica Curiepe: ensayo sobre la realización del sentido en la actividad mágico-religiosa de un pueblo venezolano. El libro es un ensayo antropológico sobre las tradiciones religiosas del pueblo de Curiepe y la influencia de dichas tradiciones en la vida del pueblo. En 1982 publica la compilación Ensayos de crítica cultural, 1964-1981 y el poemario Principio Continuo. Entre 1981 y 1982 fue director del Instituto de Investigaciones de la Comunicación (ININCO) de la Universidad Central de Venezuela.
Trabajó en la Fundación CELARG, primero como Director del Centro de Investigaciones entre 1986 y 1987. En 1986, publica su poemario Actos personales. Chacón ejerció el cargo director general de la Fundación CELARG a partir de 1987 hasta el año 1990. En 1990, publica su poemario Decir como es deseado. En 1991, recibió el Premio de Poesía Mariano Picón Salas. En 1992, publica su poemario Palabras Asaltantes. 
Entre 1996 y 1999, Chacón prologa un texto de Rafael Sánz-López, compila y prologa los textos del Grupo Orígenes y realiza varios ensayos sobre la cultura y la literatura. Fue presidente de la Fundación Biblioteca Ayacucho. En el año 2003, publicó  su poemario Por decir así y en el 2005, publicó Y todo lo demás. En el 2014, publicó la compilación de ensayos Ser al decir. El pensamiento de la poesía en siete poetas latinoamericanos. Su poemario más reciente es Sin mover los labios, del año 2015.

## Recepción crítica
Miguel Ángel Campos señala que la obra de Chacón reflexiona sobre la imaginación y la palabra en la creación poética. Por otra parte, Óscar Rodríguez Ortiz indica que la poesía de Chacón no imita una realidad externa, comparando la obra de Chacón con la de Mallarmé e Ida Gramcko. Estilísticamente, Chacón compone poemas en verso y en prosa. Algunos poemarios de Chacón han sido ilustrados por Ángel Loochkartt y por Claudia Chacón.

### Curiepe
Curiepe: ensayo sobre la realización del sentido en la actividad mágico-religiosa de un pueblo venezolano (1979) es un ensayo antropológico centrado en la ciudad de Curiepe. El libro analiza la importancia de los ritos mágicos y religiosos en el pueblo. El libro se encuentra dividido en una introducción, tres aproximaciones y ocho instancias identificadas con letras. La introducción explica las características e historia del pueblo. La primera instancia describe la situación del pueblo durante los años 1970. También detalla los rituales que se mantenían durante esa época y los sitios dónde se realizan. La segunda instancia distingue entre los rituales mágicos y los rituales religiosos y describe su funcionamiento. Por último, la tercera instancia saca conclusiones acerca de la importancia de los ritos mágico-religiosos en el pueblo. El libro fue reeditado en el año 2020.

### Saloma
Publicado por primera vez en 1961, el poemario fue escrito entre 1956 y 1961. Chacón conoció la palabra a partir de su lectura Los pasos perdidos, de Alejo Carpentier. El nombre designa a un tipo de canto que acompaña las faenas de los labradores. José Balza divide el poemario en dos partes: la primera, donde se encuentran diez poemas breves de versos largos, y la segunda, con un poema de tres cantos. El poemario presenta algunos de los elementos característicos de Chacón, como su reflexión sobre el lenguaje.

### Materia bruta
Publicado originalmente en el año 1969 y reeditado en el 2015, el poemario incluye poemas en prosa y en verso. Para Campos, cada poema se asemeja a un aforismo. El poemario abarca distintas experiencias y conceptos, cómo pueden ser el nacimiento, la identidad o la memoria. Al respecto, Balza menciona algunas características de este poemario: « Todo acá es diferente de Saloma […] las untuosas imágenes del primer libro dan paso ahora a una actitud reflexiva, casi conceptual».

## Obras

### Poesía
- Saloma (1961)
- Materia Bruta (1969)
- Principio Continuo (1982)
- Actos personales (1986)
- Acta del presagio  (1986)
- Decir como es deseado (1990)
- Entre centros y afueras (1991)
- Palabras asaltantes (1992)
- Obra elegida (1997)
- Por decir así (2003)
- Y todo lo demás (2004)
- Sin mover los labios (2015)

### Ensayo
- La izquierda cultural venezolana (1958-1968) (1971)
- Contra la dependencia (1973)
- Cultura y dependencia (1975)
- Curiepe: ensayo sobre la realización del sentido en la actividad mágico-religiosa de un pueblo venezolano (1979)
- Ensayos de crítica cultural, 1964-1981 (1982)
- La pasión literaria (1959-1985) (1988)
- La voz y la palabra: lecturas de poesía venezolana (1999)
- Se solicita pensamiento para esta realidad (2005)
- Ser al decir: el pensamiento de la poesía en siete poetas latinoamericanos (2014)

### Prólogos e introducciones
- El jazz y la ciudad, de Rafael Sanz-López (1996)

### Como compilador
- Poesía y poética del Grupo Orígenes (1994)